# Jahňací kotol
Jahňací kotol ( polsky Jagnięcy Kocioł) je poměrně velký kotel pod severní stěnou Jahňacího štítu v Javorové dolině ve Vysokých Tatrách. Nachází se v nadmořské výšce od 1700 - 1800 m n. m., od Zadných Meďodolů je oddělen severním výběžkem Jahňacieho hrbu. Z Jahňacieho kotla teče Jahňací potok ( polsky Jagnięcy potok 

## Název
Je odvozen od polohy pod Jahňacím štítem. Pravděpodobně mu dali název pastýři, ale je pravděpodobnější, že to byli pytláci, kteří kamzičí mláďata volali jehňata. 

## Turistika
Není přístupný turistům.